# Ontbindingstemperatuur
De ontbindingstemperatuur of ontledingstemperatuur van een stof is de minimumtemperatuur waarbij die stof spontaan ontbindt, meer specifiek: thermolyse ondergaat. 
Naast de ontbindingstemperatuur is er de ontbrandingstemperatuur, de minimale temperatuur die nodig is voor spontane ontbranding van een gegeven stof.
Een voorbeeld waarbij de ontbindingstemperatuur van belang is, is een metaalbrand. Hier worden zulke hoge temperaturen gegenereerd dat blussen met water of koolstofdioxide gevaarlijk wordt: water of koolstofdioxide kunnen de rol van oxidator van zuurstof overnemen, de verbrandingsreactie met zuurstof wordt vervangen door een andere, even schadelijke reactie.